# Covington (Washington)
Covington ist eine Stadt (City) im King County im US-Bundesstaat Washington. Zum United States Census 2020 hatte Covington 20.777 Einwohner. Vor dem Census 2010 wurde Covington als Teil des Census-designated Places Covington-Sawyer-Wilderness in den Statistiken berücksichtigt.
Das Motto der Stadt ist „Unmatched Quality of Life“ (etwa „unübertroffene Lebensqualität“).

## Geschichte
Das heutige Covington war ursprünglich als Jenkins Prairie bekannt. Zwischen 1899 und 1900 baute die Northern Pacific Railway eine Zweigstrecke zwischen Auburn und Kanaskat, um die Ost-West-Hauptstrecke der Bahngesellschaft über den Stampede Pass besser anzubinden. Richard Covington, ein Erkunder der Northern Pacific Railroad (NP) arbeitete von Fort Vancouver aus, um die Bahnlinie durch das westliche Washington zwischen St. Paul (Minnesota) und Auburn fertigzustellen. Nach den Bauberichten der NP in den K. Ross Toole Archives der University of Montana waren die primären Vertragspartner der Banker Horace C. Henry aus Seattle und der langjährige Vertragspartner der Bahngesellschaft Nelson Bennett aus Tacoma (Washington), der für die Gesellschaft bereits 1888 den Stampede Tunnel hatte fertigstellen lassen. Der Projektingenieur in Auburn war George Allen Kyle. Der verantwortliche Ingenieur in Tacoma, der die Arbeit von Kyle und Bennett überwachte, war Charles S. Bihler.
Während des Baus der Palmer Cut-Off genannten Zweigstrecke (1900) von Kanaskat nach Auburn, installierte die Northern Pacific eine etwa 870 m (2.850 ft) lange Überholstrecke, eine über 200 m (700 ft) lange Güterladestrecke, einen Wartesaal zweiter Klasse (welcher mit 1.000 US$ für den Bau, 100 US$ für die Außenanlagen und 50 US$ für die Möblierung zu Buche schlug), eine Arbeiterunterkunft für 24 Leute sowie einen Wassertank mit Wasserkran für die Versorgung der Dampfloks in Covington. Bis 1908 war das kleine Dorf Sitz der Covington Lumber Company, die ein Sägewerk mit der Verarbeitungskapazität von 85.000 board feet (200,6 m³) Holz pro Tag errichtete. Von dieser Bahnstation, unmittelbar nach dem Streckenbau errichtet, ist kein Foto bekanntgeworden. Es wurde bis zur Großen Depression betrieben und 1941 abgerissen.
Ein Schulbezirk wurde 1937 gegründet. Über die Jahre wuchs das gemeindefreie Gebiet als Kent. Covington wurde offiziell als Stadt am 31. August 1997 anerkannt.

## Geographie und Klima
Die Stadt grenzt an Kent im Westen, Auburn im Südwesten und Maple Valley im Osten.
Nach dem United States Census Bureau nimmt die Stadt eine Gesamtfläche von 15,44 km² ein, wovon 15,18 km² Land- und der Rest Wasserflächen sind.
Covington hat fast dasselbe Klima wie Seattle, doch sind die Schwankungen während der Tage und des Jahres größer. Die Sommertage sind aufgrund der größeren Entfernung vom Puget Sound im Schnitt einige Grad wärmer als in Seattle. Ebenso sind die Winternächte einige Grad kälter als dort. Alles andere ist nahezu identisch (Sonnenscheindauer, Niederschlag, Schneefall etc.).

## Regierung
Die Stadt wird von einem siebenköpfigen Stadtrat regiert. Die Mitglieder werden in einem Blockvotum bestimmt (d. h. alle Mitglieder werden von der gesamten Stadt gewählt, es gibt keine Wahlen nach Stadtbezirken).
Der Brandschutz für den größten Teil der Stadt wird durch das Kent Fire Department sichergestellt, während Maple Valley Fire und Life Safety den Rest übernehmen.
Die öffentlichen Schulen werden durch den Kent School District verwaltet.

## Polizei
Covington hat einen Vertrag mit dem King County Sheriff’s Office für alle Polizeidienste. Die Stellvertreter des Sheriffs (Deputies), die Covington zugeordnet sind, tragen Uniformen von Covington und fahren Streifenwagen mit dem Stadtlogo. Es gibt zurzeit elf Streifenpolizisten, einen Verkehrspolizisten, einen Kriminalbeamten und einen ihnen allen Vorgesetzten, die in Vollzeit für die Stadt arbeiten.

## Wirtschaft
Mit dem schnellen Bevölkerungswachstum seit der Verleihung des Stadtrechts (1997) einhergehend hängt das Einkommen der Stadt wesentlich vom Einzelhandel ab. Der Kern dieser Geschäfte findet sich entlang der Washington State Route 516. Zu den 2006 neu eröffneten Geschäften in Covington gehören Walmart, Kohl’s, Carl’s Jr. (die das frühere Dairy Queen-Gebäude übernommen haben) sowie ein Applebee’s. Zwei Jahre später siedelten sich neue Geschäfte von Red Robin, Costco und The Home Depot in dem neuen Shopping-Center nahe der Jenkins Creek Elementary School an. Aufgrund der Erweiterungen und Umgestaltungen an der Washington State Route 18, einer Hauptverkehrsader, die das südliche King County mit der Interstate 90 verbindet, wird ein weiteres schnelles Wachstum erwartet. 2009 wird die Eröffnung mehrerer weiterer großer Geschäfte in der Covington Esplanade (dem Home-Depot-Block) erwartet, darunter ein UPS Store und eine Filiale der Bank of America. Covington ist außerdem ein wichtiges Zentrum zur medizinischen Versorgung im südöstlichen King County mit dem MultiCare Health Systems and Valley Medical Center, das in Covington sehr präsent ist, zusammen mit mehreren professionellen Dienstleistern wie Zahnärzten, Chiropraktikern, spezialisierten Medizinern und vielen anderen. 2011 wurden die medizinischen Dienste in der Stadt erweitert, als das MultiCare Health System eine eigene Notfall-Abteilung auf demselben Gelände wie dem des Medical Center and Urgent Care an der State Route 516 / SE Wax Rd errichtete. Im Januar 2018 soll das erste Krankenhaus in Covington (das auch zum MultiCare gehört) eröffnen. In den nächsten fünf bis zehn Jahren wird Covington am Lakepointe Urban Village (an der SE 256th Street an der früheren unbefestigten Uferstraße) und im Stadtzentrum (Wax Rd. südlich der Kent Kangley/272nd Street) entwickelt. Das Lakepointe Projekt beinhaltet auch Geschäfte, Restaurants, Kinos, Apartments, ein Hotel, ein Erholungsgebiet und anderes. Das Projekt zum Stadtzentrum schließt Pläne für eine öffentliche Plaza und die Entwicklung des South Covington Park ein.

## Verkehr
Die Hauptverkehrsader der Stadt ist die Washington State Route 516, örtlich bekannt als Southeast 272nd Street oder Kent-Kangley Road, die von West nach Ost durch die Stadt von Des Moines nach Maple Valley führt. Der einzige Freeway, der die Stadt durchquert, ist die Washington State Route 18, die die Stadt im Westen auf einer Nordost-Südwest-Route durchquert – zusammen mit seiner Verbindung zur Interstate 90 nahe Snoqualmie – ist eine Hauptverkehrsader für Fahrzeuge, die zwischen dem südlichen King County und Ost-Washington verkehren.
Covington ist in der Hinsicht unter den Städten des Gebiets einzigartig, als es mehrere Kreisverkehre für die Ordnung des Verkehrs bietet.
Der öffentliche Verkehr wird von King County Metro bereitgestellt.

## Regionaler Brandschutz
Covington ist zusammen mit den Städten Kent und SeaTac sowie gemeindefreien Gebieten im King County Teil der Puget Sound Regional Fire Authority (RFA). Die erste Feuerwache in den Stadtgrenzen, ein 1.615 m² großes Areal, wurde 2009 in der SE 256th errichtet. Die Versammlungen der Leitung der RFA werden in der Feuerwache von Covington durchgeführt.

## Demographie
| Jahr | Einwohner¹ |
| ---- | ---------- |
| 2000 | 13.783     |
| 2010 | 17.575     |
| 2020 | 20.777     |

¹ 2000–2020: Volkszählungsergebnisse

### Census 2010
Nach der Volkszählung von 2010 gab es in Covington 17.575 Einwohner, 5.817 Haushalte und 4.649 Familien. Die Bevölkerungsdichte betrug 1.158 pro km². Es gab 6.081 Wohneinheiten bei einer mittleren Dichte von 400,7 pro km².
Die Bevölkerung bestand zu 76,1 % aus Weißen, zu 4,2 % aus Afroamerikanern, zu 0,8 % aus Indianern, zu 8,5 % aus Asiaten, zu 0,6 % aus Pazifik-Insulanern, zu 3,9 % aus anderen „Rassen“ und zu 5,8 % aus zwei oder mehr „Rassen“. Hispanics oder Latinos „jeglicher Rasse“ bildeten 9,3 % der Bevölkerung.
Von den 5817 Haushalten beherbergten 46,5 % Kinder unter 18 Jahren, 63,2 % wurden von zusammen lebenden verheirateten Paaren, 11 % von alleinerziehenden Müttern und 5,7 % von alleinstehenden Vätern geführt; 20,1 % waren Nicht-Familien. 14,4 % der Haushalte waren Singles und 4,1 % waren alleinstehende über 65-jährige Personen. Die durchschnittliche Haushaltsgröße betrug 3,02 und die durchschnittliche Familiengröße 3,31 Personen.
Der Median des Alters in der Stadt betrug 34,7 Jahre. 28,6 % der Einwohner waren unter 18, 8,8 % zwischen 18 und 24, 28,9 % zwischen 25 und 44, 27,4 % zwischen 45 und 64 und 6,3 % 65 Jahre oder älter. Von den Einwohnern waren 50 % Männer und 50 % Frauen.

### Census 2000
Nach der Volkszählung von 2000 gab es in Covington 13.783 Einwohner, 4.398 Haushalte und 3.689 Familien. Die Bevölkerungsdichte betrug 922,3 pro km². Es gab 4.473 Wohneinheiten bei einer mittleren Dichte von 299,3 pro km².
Die Bevölkerung bestand zu 87,88 % aus Weißen, zu 2,44 % aus Afroamerikanern, zu 1,02 % aus Indianern, zu 3,12 % aus Asiaten, zu 0,22 % aus Pazifik-Insulanern, zu 1,8 % aus anderen „Rassen“ und zu 3,53 % aus zwei oder mehr „Rassen“. Hispanics oder Latinos „jeglicher Rasse“ bildeten 4,48 % der Bevölkerung.
Von den 4398 Haushalten beherbergten 52,2 % Kinder unter 18 Jahren, 70,1 % wurden von zusammen lebenden verheirateten Paaren, 9,7 % von alleinerziehenden Müttern geführt; 16,1 % waren Nicht-Familien. 11,4 % der Haushalte waren Singles und 1,7 % waren alleinstehende über 65-jährige Personen. Die durchschnittliche Haushaltsgröße betrug 3,13 und die durchschnittliche Familiengröße 3,37 Personen.
Der Median des Alters in der Stadt betrug 32 Jahre. 33,8 % der Einwohner waren unter 18, 7 % zwischen 18 und 24, 36,2 % zwischen 25 und 44, 19,3 % zwischen 45 und 64 und 3,7 % 65 Jahre oder älter. Auf 100 Frauen kamen 103,3 Männer, bei den über 18-Jährigen waren es 100,2 Männer auf 100 Frauen.
Alle Angaben zum mittleren Einkommen beziehen sich auf den Median. Das mittlere Haushaltseinkommen betrug 63.711 US$, in den Familien waren es 65.173 US$. Männer hatten ein mittleres Einkommen von 48.134 US$ gegenüber 34.576 US$ bei Frauen. Das Pro-Kopf-Einkommen betrug 22.230 US$. Etwa 2,1 % der Familien und 3,6 % der Gesamtbevölkerung lebte unterhalb der Armutsgrenze; das betraf 3,1 % der unter 18-Jährigen und 5,9 % der über 65-Jährigen.
Das offizielle Demonym der Einwohner von Covington ist Covingtonian.

## Parks und Erholung
Die Stadt Covington unterhält ein ganzjährig geöffnetes Schwimmbad. Die Stadt bietet Jugendligen für Basketball, Baseball, American Football und Fußball für die Altersstufen vom Kindergarten bis zur 8. Klasse an; außerdem Kurse für Freizeitsportler und spezielle Veranstaltungen. In der Stadt gibt es acht Parks in der Innenstadt und einen von der Gemeinde unterhaltenen Wanderweg.

## Trivia
2022 erklärte die North American Vexillological Association die Flagge von Covington zu einer der 25 vexillologisch schlechtesten der USA.

## Persönlichkeiten
- Reese McGuire – Profi-Baseball-Spieler in der 1. Mannschaft der Pittsburgh Pirates
- Lindsey Moore – Prof-Basketball-Spieler
- Bob Smith – Comic-Autor für DC und Archie Comics